# Vădeni
Vădeni is een Roemeense gemeente in het district Brăila.
Vădeni telt 4235 inwoners.